# John William Chapman
John William Chapman (* 8. September 1894 in Crete, Nebraska; † August 1978) war ein US-amerikanischer Politiker. Zwischen 1953 und 1961 war er Vizegouverneur des Bundesstaates Illinois.

## Werdegang
John Chapman besuchte die öffentlichen Schulen in Chicago und studierte danach an der dortigen University of Chicago. Nach einem anschließenden Jurastudium an der Law School dieser Universität und seiner 1917 erfolgten Zulassung als Rechtsanwalt begann er in den 1920er Jahren in Chicago in seinem Beruf zu arbeiten. Politisch schloss er sich der Republikanischen Partei an. 1927 wurde er Mitglied des Stadtrats von Chicago. Seit 1941 lebte er in Springfield. Zwischen 1941 und 1949 gehörte er zum Stab von Gouverneur Dwight H. Green. Von 1941 bis 1950 saß er auch im Begnadigungsausschuss seines Staates.
1952 wurde Chapman an der Seite von William Stratton zum Vizegouverneur von Illinois gewählt. Dieses Amt bekleidete er zwischen dem 12. Januar 1953 und dem 9. Januar 1961. Dabei war er Stellvertreter des Gouverneurs. Im Jahr 1960 war er Ersatzdelegierter zur Republican National Convention, auf der Vizepräsident Richard Nixon als Präsidentschaftskandidat nominiert wurde. Danach ist er politisch nicht mehr in Erscheinung getreten.